# Andre Blake
Andre Jason Blake (Clarendon, 21 de noviembre de 1990) es un futbolista jamaicano que juega como guardameta y su equipo es el Philadelphia Union de la MLS.

## Trayectoria

### Inicios
Blake pasó tres años jugando fútbol en la Universidad de Connecticut, antes de firmar un contrato de Generación Adidas con la Major League Soccer

### Philadelphia Union
Blake fue seleccionado por Philadelphia Union en primer lugar general en el SuperDraft de la MLS de 2014. En el 2015 peleó el puesto con Raïs M'Bolhi.

## Selección nacional
Ha sido internacional con la selección de Jamaica en 88 ocasiones, debutando el 2 de marzo de 2014 contra Barbados ganando dos a cero.

#### Participaciones en Copas América
| Torneo                  | Sede           | Resultado      | Partidos | Goles |
| ----------------------- | -------------- | -------------- | -------- | ----- |
| Copa América Centenario | Estados Unidos | Fase de grupos | 3        | 0     |
| Copa América 2024       | Estados Unidos | Fase de grupos | 0        | 0     |

## Estadísticas

### Clubes
Actualizado al último partido jugado el 4 de junio de 2023.
| Philadelphia Union Estados Unidos | 1.            | 2013-14       | 1   | -2   | 1  | -1  | —  | —   | 2   | -3   |
| Philadelphia Union Estados Unidos | 1.            | 2014-15       | 6   | -9   | 1  | -1  | —  | —   | 7   | -10  |
| Philadelphia Union Estados Unidos | 1.            | 2015-16       | 33  | -53  | 2  | -2  | —  | —   | 35  | -55  |
| Philadelphia Union Estados Unidos | 1.            | 2016-17       | 26  | -34  | —  | —   | —  | —   | 26  | -34  |
| Philadelphia Union Estados Unidos | 1.            | 2017-18       | 34  | -53  | 4  | -4  | —  | —   | 38  | -57  |
| Philadelphia Union Estados Unidos | 1.            | 2018-19       | 28  | -46  | —  | —   | —  | —   | 28  | -46  |
| Philadelphia Union Estados Unidos | 1.            | 2019-20       | 19  | -18  | 6  | -5  | —  | —   | 25  | -23  |
| Philadelphia Union Estados Unidos | 1.            | 2020-21       | 28  | -25  | —  | —   | 6  | -5  | 34  | -30  |
| Philadelphia Union Estados Unidos | 1.            | 2021-22       | 37  | -30  | —  | —   | —  | —   | 37  | -30  |
| Philadelphia Union Estados Unidos | 1.            | 2022-23       | 14  | -10  | 1  | -3  | 5  | -6  | 20  | -19  |
| Philadelphia Union Estados Unidos | Total club    | Total club    | 226 | -280 | 15 | -16 | 11 | -11 | 53  | -40  |
| Philadelphia Union Estados Unidos | Total carrera | Total carrera | 226 | -280 | 15 | -16 | 11 | -11 | 252 | -307 |
| 1. 2. Fuente:Transfermarkt        |               |               |     |      |    |     |    |     |     |      |

## Palmarés

### Títulos nacionales
| Título                 | Equipo             | País           | Año  |
| ---------------------- | ------------------ | -------------- | ---- |
| MLS Supporters' Shield | Philadelphia Union | Estados Unidos | 2020 |

### Distinciones individuales
| Distinción                                          | Año  |
| --------------------------------------------------- | ---- |
| Guardameta del año de la Major League Soccer        | 2016 |
| Incluido en el Once Ideal de la Major League Soccer | 2016 |
| Guardameta del año de la Major League Soccer        | 2020 |
| Incluido en el Once Ideal de la Major League Soccer | 2020 |
| Guardameta del año de la Major League Soccer        | 2022 |
| Incluido en el Once Ideal de la Major League Soccer | 2022 |